# Las pruebas de Apolo
Las pruebas de Apolo es una serie de novelas de ficción mitológica, fantasía y aventuras escritas por el autor estadounidense Rick Riordan que forman colectivamente una secuela de la serie Los héroes del Olimpo. El primer libro de la serie, El oráculo oculto, fue lanzado el 3 de mayo de 2016 en Estados Unidos y el 3 de noviembre de 2016 en España. El segundo libro de la serie, La profecía oscura, fue lanzado en Estados Unidos y España en 2017.

## Sinopsis
La serie sigue las pruebas del dios Apolo, que ha sido convertido en un humano como un castigo de su padre y rey de los dioses Zeus. Zeus está enfadado con Apolo por una variedad de razones, sobre todo porque el dios más joven permitiera que su descendiente romano Octavian ascendiera al poder durante la serie de Los héroes del Olimpo. Cronológicamente, Las pruebas de Apolo transcurre en los meses posteriores a la Sangre del Olimpo.

## Libros

### El oráculo oculto
El oráculo oculto es el primer libro de la serie. Es contado en primera persona por el personaje principal Apolo, y usa haikus para los títulos de los capítulos. El libro fue lanzado el 3 de mayo de 2016 en Estados Unidos y el 3 de noviembre de 2016 en España.
El libro empieza con el dios Apolo siendo arrojado desde el Olimpo a un callejón de Nueva York convertido en un adolescente mortal llamado Lester Papadopoulos como un castigo de su padre Zeus. Allí, se encontró con una hija semidiosa de Deméter, Meg McCaffrey, que reclamó sus servicios. Juntos van al Campamento Mestizo, donde Apolo descubre que la mayoría de los oráculos del mundo han dejado de funcionar y que para ganar el perdón de su padre y recuperar su inmortalidad, tendrá que encontrar el modo de ayudar a los cinco oráculos de la Antigua Grecia, empezando con el de la Arboleda de Dodona, que estaba escondido en el bosque del campamento.

#### Sinopsis
¿Cómo castigar a un inmortal? Haciéndolo humano.
Tras enfurecer a Zeus, el dios Apolo fue desterrado del Olimpo. Débil y desorientado, aterriza en la Ciudad de Nueva York convertido en un chico normal. Sin sus poderes divinos y bajo la apariencia de un adolescente que disimula sus cuatro mil años de edad, Apolo deberá aprender a sobrevivir en el mundo moderno mientras busca la manera de recuperar la confianza de Zeus.
Pero entre dioses, monstruos y mortales, Apolo tiene muchos enemigos a quienes no les interesa que recupere sus poderes y vuelva al Olimpo. Cuando Apolo se ve en apuros solo le queda un lugar donde acudir: un refugio secreto de semidioses modernos conocido como el Campamento Mestizo.

#### Profecía
"Hubo una vez un dios llamado Apolo
que entró en una cueva azul; azul, su color.
Sobre un asiento, entonces,
el tragafuego de bronce
tuvo que digerir muerte y locura él solo".

### La profecía oscura[6]
La profecía oscura es el segundo libro de la saga. Fue lanzado en Estados Unidos y España en 2017.
El libro continúa la historia de Apolo como el mortal Lester, cuando deja la seguridad del Campamento Mestizo y viaja a través de Norteamérica hasta Indianapolis para liberar el segundo oráculo del control del triunvirato. En esta aventura se encuentran también los semidioses Meg McCaffrey y Leo Valdez, además de la ex hechicera y la ahora mortal Calipso y Festus el dragón autómata.
Este nuevo oráculo lo llevara a recordar la tristeza y la locura por parte de su hijo Trofonio. En este libro se conoce la identidad de otro miembro de "Trunvirato Holdings" hasta ahora conformado por Nerón, Commodus y un tercer emperador misterioso. Al final del libro, por medio de Meg se obtiene una oscura profecía que da inicio a la historia del siguiente libro.

#### Sinopsis
Zeus ha castigado a su hijo Apolo, enviándolo a la tierra en forma de un joven de dieciséis años, torpe, mortal, con acné y con un nuevo nombre: Lester. La única manera de que pueda reclamar su lugar en el Olimpo es restaurando varios Oráculos que se han apagado. ¿Puede Apolo enfrentarse a esto sin sus poderes?
Tras superar una serie de pruebas peligrosísimas (y, para qué engañarnos, bastante humillantes) en el Campamento Mestizo, se embarcará en un viaje a través de Estados Unidos para conseguir localizar los oráculos. Por suerte, todo lo que ha perdido en poderes lo ha ganado en amistades, así que no va a tener que arreglárselas solo.

#### Profecía
"Las palabras rescatadas por la memoria se incendiarán, 

Antes de que la luna nueva asome por la Montaña del Diablo. 

El señor mudable a un gran reto se enfrentará, 

Hasta que el Tíber se llene de cuerpos sin término. 

Pero hacia el sur debe seguir su curso el sol,  

Por laberintos oscuros hasta tierras de muerte que abrasa  

Para dar con el amo del caballo blanco y veloz  

Y arrancarle el aliento de la recitadora del crucigrama. 

Al palacio del oeste debe ir Lester;  

La hija de Deméter encontrará sus raíces de antaño. 

Solo el guía pezuña sabe cómo no perderse  

Para recorrer el camino con las botas de tu adversario. 

Cuando se conozcan los tres y al Tíber lleguen con vida,  

Apolo empezará entonces su coreografía"

### Laberinto en llamas
Fue publicado en Estados Unidos en mayo de 2018.
La historia comienza con Apolo convertido aun en mortal como Lester, la hija de Deméter Meg y el sátiro Grover Underwood viajando hacia California del Sur a través del recién renacido laberinto, pero este posee una extraña malevolencia que hace que criaturas más extrañas de lo usual lo habiten además de generar espontáneamente altas llamaradas capaces de abrasar cualquier cosa, incluso al dios del Sol.
Este intenso calor en el laberinto ha generado que se produzcan grandes incendios forestales y una fuerte sequía en la superficie, produciendo la muerte de muchas dríadas, ninfas y demás espíritus de la naturaleza. Piper y Jason trataron de descubrir la causa de estos incendios entrando al laberinto en busca de la fuente de tan intenso poder. No lo consiguieron, pero Jason encontró algo más que le destrozó hasta tal punto que alejó a todos de su vida, incluyendo a Piper.

#### Sinopsis
Con la ayuda de algunos amigos semidioses, Lester ha conseguido sobrevivir a las dos primeras pruebas: una en el Campamento Mestizo y la otra en Indianápolis, donde Meg recibió la profecía oscura. Las palabras que pronunció sentada en el Trono de la Memoria revelaron que un dream team de tres emperadores romanos supervillanos planea atacar el Campamento Júpiter.
Mientras Leo vuela a toda velocidad para alertar a los miembros del Campamento del peligro inminente , Lester y Meg deberán cruzar el Laberinto para encontrar al tercer emperador (y a un Oráculo que habla con juegos de palabras) en algún punto de suroeste de América. Por suerte, había un verso en la profecía que les da un poco de esperanza: Solo el guía ungulado sabe cómo no perderse. Está claro que van a tener un sátiro que les acompañe y Meg sabe exactamente a quién tiene que pedir este favor.

### La tumba del tirano
La tumba del tirano es el cuarto libro de la serie. Fue publicado el 24 de septiembre de 2019 y la versión en español el 23 de enero de 2020.